# Гендерная социализация
Ге́ндерная социализа́ция — это процесс усвоения человеком норм, правил поведения и социальных установок в соответствии с предписанной гендерной ролью. Процесс гендерной социализации начинается с рождения человека и в различных формах продолжается всю его жизнь. Гендерная социализация является одной из причин разницы в поведении мужчин и женщин — в процессе гендерной социализации они обучаются разным вещам и, взрослея, ведут себя по-разному.

## Предпосылки гендерной социализации
Термин «гендерная социализация» не имеет единой теоретической основы. Впервые о гендерной социализации говорили сторонники психоаналитической теории идентификации, основанной на взглядах З. Фрейда. Согласно этой теории, ребёнок неосознанно идентифицирует себя с образом взрослого человека своего пола, чаще всего отца или матери, и затем копирует его поведение.
Согласно теории половой/гендерной типизации У. Мишеля, большое значение имеет положительное и отрицательное подкрепление в процессе обучения: взрослые поощряют ребёнка за поведение, соответствующее их гендеру и наоборот, наказывают, когда их поведения не соответствует ожиданиям. Со временем ребёнок принимает эти гендерные установки и они становятся частью его «Я».
Согласно когнитивно-генетической теории Л. Колберга, решающую роль в процессе гендерной социализации играет процесс самопознания: ребёнок сначала осознает, что значит быть мужчиной или женщиной и чем различаются мужской и женский гендер, затем категоризует сам как представителя мужского или женского гендера, после чего пытается вести себя в соответствии с общепринятыми нормами о своём гендере.

## Виды гендерной социализации
Социологи разделяют гендерную социализацию на два типа: первичную и вторичную.
Первичная гендерная социализация начинается с момента рождения и завершается при достижении человеком совершеннолетия. Первичная гендерная социализация происходит в семье, где родители являются факторами влияния для ребёнка. Уже в полтора года ребёнок может осознавать собственный пол, а к двум — имеет представление о различиях в двух полах. В три-четыре года дети могут также различать пол, однако, объясняют половые различия внешними признаками. В период с шести до десяти лет ребёнок уже усваивает основные правила для своего пола. Ребёнок осознает, что его поведение и восприятие себя должно соотноситься с его биологическим полом. Так возникает его гендерная идентичность, в рамках которой он должен воспринимать себя в соответствии с полом от рождения. В период 14—17 лет происходит половое созревание, ребёнок окончательно принимает (или не принимает) свой гендер и свою гендерную роль.
Вторичная гендерная социализация происходит в школе, в кругу сверстников, а также с помощью медиа. Когда человек уже имеет сформированную гендерную идентичность, при помощи вторичной гендерной социализации он получает подкрепление и продолжает следовать нормам своего гендера.

## Процесс гендерной социализации
Американские психологи Э. Маккаби и К. Джеклин отмечают несколько возможных вариантов, объясняющих, как происходит процесс гендерной социализации:
- Родители общаются с детьми разного пола по-разному и прививают им разные ценности, в соответствии со сложившимися в обществе гендерными стереотипами. Мальчикам внушают ценность того, чтобы быть энергичным, сильным, доминирующим. Девочкам — покорность, слабость, скромность. Дети вырастают с этими ценностями, а также получают дополнительные подтверждения извне[7].
- Из-за врожденных половых различий девочки и мальчики изначально по-разному ведут себя и по-разному воспринимают себя. Впоследствии разнополые дети формируют разное отношение к ним родителей[8].
- Родители воспитывают ребёнка в соответствии с их представлениями о том, как должен вести себя ребёнок этого пола. Чаще всего эти представления формируются на основе гендерных стереотипов[9].
- Отношение к ребёнку и воспитание ребёнка зависит от того, какой желаемый пол ребёнка изначально был у родителя. Если пол ребёнка совпадает с желаемым полом ребёнка у родителя, тогда родитель не стремится изменять изначальный характер ребёнка, объясняя его поведение «естественным» для этого пола поведением. При этом, поведение ребёнка может не соответствовать гендерным нормам. Если же пол ребёнка не соответствует желаемому, то родитель стремится изменить поведение ребёнка в соответствии с представлениями о том, как должен себя вести ребёнок желаемого пола[10].
- Отношение к ребёнку и воспитание ребёнка зависит от того, совпадает ли пол ребёнка с полом родителя. В случае совпадения, родитель обучает ребёнка тем гендерным нормам, которые усвоил он сам и при этом родитель подчёркивает значимость конкретного гендера и его преимущества[11].

## Влияние гендерной социализации на общество и социальные процессы
Гендерная социализация формирует гендерное разделение, существующее в обществе. Человек, социализированный на основе своего гендера, будет с высокой вероятностью впоследствии воспроизводить гендерные паттерны и стереотипы. Конечно, сейчас не все люди соответствуют своему гендеру, и согласно квир-теории гендеров больше, чем два, и гендер не обязательно соответствует биологическому полу. Однако, большинство людей живут в бинарной гендерной системе и продолжают транслировать паттерны своего гендера[проверить]
Вместе с тем, социолог Рэйвин Коннелл полагает, что против навязывания гендерных норм восстаёт большинство детей, и теория социализации не может объяснить существующее гендерную структуру общества.